# Jonathan González Ríos
Jonathan González Ríos es un exciclista profesional español. Nació en Lemona (Vizcaya) el 13 de febrero de 1981. Debutó como profesional el año 2002, en el equipo ONCE. 

## Palmarés
2004
- 1 etapa de la Vuelta a Asturias
- 1 etapa de la Vuelta a La Rioja

## Resultados en Grandes Vueltas y Campeonato del Mundo
Durante su carrera deportiva ha conseguido los siguientes puestos en las Grandes Vueltas y en los Campeonatos del Mundo en carretera:
| Carrera         | 2002 | 2003 | 2004 | 2005 |
| --------------- | ---- | ---- | ---- | ---- |
| Giro de Italia  | -    | -    | -    | -    |
| Tour de Francia | -    | -    | -    | -    |
| Vuelta a España | -    | -    | -    | -    |
| Mundial en Ruta | -    | -    | -    | -    |

-: No participa

Ab.: Abandono

## Equipos
- ONCE (2002-2003)
- Costa de Almería-Paternina (2004)
- Illes Balears-Caisse d'Epargne (2005)